# Nazionale femminile under 23 di calcio dell'Italia
La Nazionale Under-23 di calcio femminile dell'Italia è la rappresentativa calcistica femminile dell'Italia formata da giocatrici al di sotto dei 23 anni, ed è posta sotto l'egida della Federazione Italiana Giuoco Calcio.

## Storia
La storia della nazionale under 23 femminile italiana è iniziata a fine 2015, con il primo raduno tenutosi a Coverciano dal 22 al 25 novembre di quell'anno, sotto la guida del CT Rosario Amendola. La selezione, che non partecipa a competizioni ufficiali UEFA o FIFA, riservate alle nazionali under 20, under 19 e under 17, si pone come passaggio intermedio tra nazionale under 20 e nazionale maggiore.
Le prime gare internazionali sono state giocate solo nel 2018, quando il 5 aprile le Azzurrine hanno esordito perdendo 6-0 contro la Francia nella prima gara del torneo di La Manga, in Spagna, continuato poi con un successo sulla Norvegia e un'altra sconfitta, contro gli Stati Uniti. Nel 2019 l'Italia ha invece vinto 2 gare nello stesso torneo, perdendone una.

## Organico

### Rosa attuale
Lista delle 25 convocate dalla selezionatrice Tatiana Zorri per l'amichevole contro il Belgio del 28 novembre 2024.
|  | P | Viola Bartalini       | 28 aprile 2005   |  |  | Arezzo      |  |  |
|  | P | Beatrice Beretta      | 1º luglio 2003   |  |  | Napoli      |  |  |
|  | P | Camilla Forcinella    | 22 giugno 2001   |  |  | Genoa       |  |  |
|  | P | Astrid Gilardi        | 19 febbraio 2003 |  |  | Como        |  |  |
|  |   |                       |                  |  |  |             |  |  |
|  | D | Sara Caiazzo          | 22 aprile 2003   |  |  | Sassuolo    |  |  |
|  | D | Aurora De Rita        | 22 ottobre 1999  |  |  | Sassuolo    |  |  |
|  | D | Eleonora Pacioni      | 23 aprile 2002   |  |  | Ternana     |  |  |
|  | D | Chiara Robustellini   | 30 giugno 2003   |  |  | Inter       |  |  |
|  | D | Nadine Sorelli        | 2 febbraio 2005  |  |  | Milan       |  |  |
|  | D | Bianca Vergani        | 1º novembre 2002 |  |  | Cesena      |  |  |
|  | D | Martina Zanoli        | 27 febbraio 2002 |  |  | Lazio       |  |  |
|  |   |                       |                  |  |  |             |  |  |
|  | C | Melissa Bellucci      | 8 febbraio 2001  |  |  | Napoli      |  |  |
|  | C | Valentina Gallazzi    | 16 luglio 2003   |  |  | Sassuolo    |  |  |
|  | C | Alice Giai            | 9 gennaio 2003   |  |  | Napoli      |  |  |
|  | C | Michela Giordano      | 29 agosto 2002   |  |  | Napoli      |  |  |
|  | C | Lucia Pastrenge       | 15 marzo 2002    |  |  | Fiorentina  |  |  |
|  | C | Matilde Pavan         | 12 giugno 2004   |  |  | Inter       |  |  |
|  |   |                       |                  |  |  |             |  |  |
|  | A | Nicole Arcangeli      | 22 ottobre 2003  |  |  | Sampdoria   |  |  |
|  | A | Alice Corelli         | 28 novembre 2003 |  |  | Roma        |  |  |
|  | A | Victoria Della Peruta | 21 marzo 2004    |  |  | Sampdoria   |  |  |
|  | A | Margherita Monnecchi  | 6 novembre 2001  |  |  | Fiorentina  |  |  |
|  | A | Ginevra Moretti       | 6 ottobre 2005   |  |  | Napoli      |  |  |
|  | A | Elisa Pfattner        | 13 maggio 1998   |  |  | Neulengbach |  |  |
|  | A | Monica Renzotti       | 23 febbraio 2005 |  |  | Milan       |  |  |
|  | A | Noemi Visentin        | 5 maggio 2000    |  |  | Lazio       |  |  |

### Staff
Lo staff della nazionale si compone dal commissario tecnico, che allena, convoca e schiera in campo le atlete ed è assistito da un assistente allenatore. Ad aiutare gli allenatori, ci sono il preparatore atletico, il preparatore dei portieri, il capo delegazione, il segretario, i medici, i massofisioterapisti e gli osservatori, che assistono ai match degli avversari.

### Staff tecnico
- Commissario tecnico: Tatiana Zorri
- Assistente allenatore: Alessandro Fabbro
- Coordinatrice nazionali femminili: Milena Bertolini
- Preparatore dei portieri: Mattia Volpi
- Medico federale: Ferdinando Iannotti
- Fisioterapista: Emanuele Cascella